# Resolution 1733 des UN-Sicherheitsrates
Die Resolution 1733 des UN-Sicherheitsrates ist eine Resolution, die der Sicherheitsrat der Vereinten Nationen am 22. Dezember 2006 auf seiner 5607. Sitzung angenommen hat. 
Die Annahme der Resolution erfolgte entgegen den Gepflogenheiten nicht durch Handzeichen, sondern ohne Abstimmung durch einstimmigen Applaus.

## Inhalt
Mit der Resolution wurde die Tätigkeit des UN-Generalsekretärs gewürdigt. Kofi Annan ist nach zehn Jahren Tätigkeit in dieser Funktion am 31. Dezember 2006 aus dem Amt ausgeschieden.

## Reaktionen
In einer Erklärung im Rahmen des Sicherheitsrates sagte der Dezember-Präsident des Gremiums, dass Kofi Annan die Vereinten Nationen in das neue Jahrtausend geführt habe. Das Jahrzehnt seiner Amtszeit sei von neuen Herausforderungen, aber auch von der Einleitung von Reformen der Vereinten Nationen geprägt gewesen. Annan habe sich Anerkennung für seine unaufhörlichen Bemühungen verdient, den internationalen Frieden zu unterhalten und weltweit Dispute und Konflikt auf gerechte und dauerhafte Weise zu lösen.
Kofi Annan dankte dem Rat für die Anerkennung. Als Erfolg seiner Amtszeit verbuche er die Entwicklung der Situation in Sierra Leone, die ein Beispiel dafür sei, was der Sicherheitsrat erreichen könne, wenn die Mitglieder zusammenwirkten. Annan wies darauf hin, dass er den Sicherheitsrat für seine Unfähigkeit zu Handeln kritisiert habe und in Übereinstimmung mit dem Brahimi-Bericht versucht habe, die Informationen zu geben, die erforderlich waren und nicht jene, die der Rat hören wollte.
Annan stellte die Wichtigkeit der Resolution 1265 des UN-Sicherheitsrates über die Rolle der Frauen hinsichtlich von Frieden und Sicherheit heraus, die in seine Amtszeit fiel und bezeichnete es als für ihn schmerzhaft, mit den ungelösten Problemen im Nahostkonflikt, im Irak und in Darfur aus dem Amt zu scheiden.